# Nerodia erythrogaster
Nerodia erythrogaster är en ormart som beskrevs av Forster 1771. Nerodia erythrogaster ingår i släktet Nerodia och familjen snokar.
Denna orm förekommer i centrala och östra USA samt med flera mindre och glest fördelade populationer norrut till delstaten Michigan samt söderut till centrala Mexiko. Arten lever i låglandet, i låga bergstrakter samt på den mexikanska högplatån upp till 2040 meter över havet. Nerodia erythrogaster hittas i landskap som är kopplade till vattenansamlingar som insjöar, dammar, diken och långsamt flytande vattendrag. Den vistas ofta i träskmarker eller i områden som liknar marskland. Individerna vilar ofta i växtligheten intill vattnet. De håller till under stenhögar eller i jordhålor vinterdvala. Honor lägger inga ägg utan föder levande ungar.
Populationen i nordöstra USA blev glesare under historien på grund av landskapsförändringar. Nerodia erythrogaster kan åter etablera sig i regioner där dagbrott pågick när dammar eller pölar anläggs. Hela populationen anses vara stabil eller nästan stabil. IUCN kategoriserar arten globalt som livskraftig.

## Underarter
Arten delas in i följande underarter:
- N. e. alta
- N. e. bogerti
- N. e. erythrogaster
- N. e. flavigaster
- N. e. neglecta
- N. e. transversa